# 托坎廷斯州泰帕斯
托坎廷斯州泰帕斯（葡萄牙語：Taipas do Tocantins）是巴西托坎廷斯州的一个市镇。总面积1116.195平方公里，总人口1916人，人口密度1.7人/平方公里。